# A Silent Rockumentary
A Silent Rockumentary – Mardi Gras.BB ist ein Dokumentarfilm von Jonas Grosch über die Mannheimer Independent Band Mardi Gras.BB aus dem Jahr 2012. Grosch schrieb auch das Drehbuch und thematisiert dabei die schwindende Wertschöpfungsbasis durch Musikdownloads aus dem Internet. Als besonderes Stilmittel setzt er auf die heute ungewohnte Form des Stummfilms.
Der Film feierte am 2. und 3. November 2012 bei den 34. Biberacher Filmfestspielen Premiere und wurde dort mit dem „Dokubiber“ als bester Dokumentarfilm ausgezeichnet. Nach Previews ab dem 21. Juni 2013 in ausgewählten Städten startete er am 27. Juni 2013 offiziell in deutschen Kinos.

## Inhalt
Die Kamera begleitet die Mardi Gras.BB bei der Produktion ihres zehnten Albums Crime Story Tapes im Frankfurter Studio von Gordon Friedrich vom Label Hazelwood sowie auf einer Konzertreise in Nordamerika. In Szene gesetzt wurden dabei auch Interviews mit den Band-Gründern Jochen „Doc“ Wenz und Uli „Reverend“ Krug. Ausschnitte beider Aufnahmesequenzen wurden zu einer Geschichte verwoben, die von den Mühen des Schaffens und der Erschwernissen bei dessen Vermarktung berichtet, die sich mit den Veränderungen im Musikgeschäft aufgrund des Internets ergeben.
Die Interviewbeiträge werden auf eingeblendeten Zwischentiteln verdichtet, wie sie im Stummfilm üblich waren. Dieses Mittel wird auch zur Aufteilung des Gesamtwerks in fünf Akte verwendet.

## Musik
Die Musik zu allen Szenen wurde vollständig aus vorliegenden Mardi Gras.BB-Alben entnommen, wobei immer wieder gesprochene Sequenzen Anwendung finden.

## Hintergrund
Der Film war nicht von vornherein als Stummfilm konzipiert, sondern wurde mit Tonspur aufgenommen. Die Idee zu dieser ungewöhnlichen Form einer Dokumentation ergab sich erst mit der Fertigstellung als besonderes künstlerisches Ausdrucksmittel.

## Auszeichnung
- Dokubiber (2012) als bester Dokumentarfilm der Biberacher Filmfestspiele[2]